# Meãs do Campo
Meãs do Campo is een plaats (freguesia) in de Portugese gemeente Montemor-o-Velho en telt 1716 inwoners (2001).